# اوگی آکیرا
آکیرا اوگی (انگلیسی: Akira Ohgi; ۲۹ آوریل ۱۹۳۵ – ۱۵ دسامبر ۲۰۰۵) بازیکن بیس‌بال اهل ژاپن بود.